# Карабутакский район
Карабутакский район — единица административного деления Актюбинской губернии, Актюбинского округа и Актюбинской области, существовавшая с октября 1921 по июль 1922, с 1928 по июль 1930 и с декабря 1935 по июнь 1997.
Карабутакский район был образован 21 октября 1921 года из части волостей Иргизского района Актюбинской губернии. 24 июля 1922 года Карабутакский район был упразднён, а его территория возвращена в Иргизский район.
В 1928 году Карабутакский район был восстановлен в составе Актюбинского округа. В июле 1930 Карабутакский район был упразднён, а его территория разделена между Иргизским и Челкарским районами.
29 декабря 1935 года Карабутакский район был восстановлен в составе Актюбинской области путём выделения из Иргизского района.
4 мая 1993 года Карабутакский район был переименован в Айтекебийский район.
17 июня 1997 года Айтекебийский район вновь был упразднён. Одновременно название Айтекебийский район получил бывший Богеткольский район.